# Veterinària
|  | Aquest article tracta sobre la branca de la ciència mèdica. Si cerqueu la professió, vegeu «veterinari». |

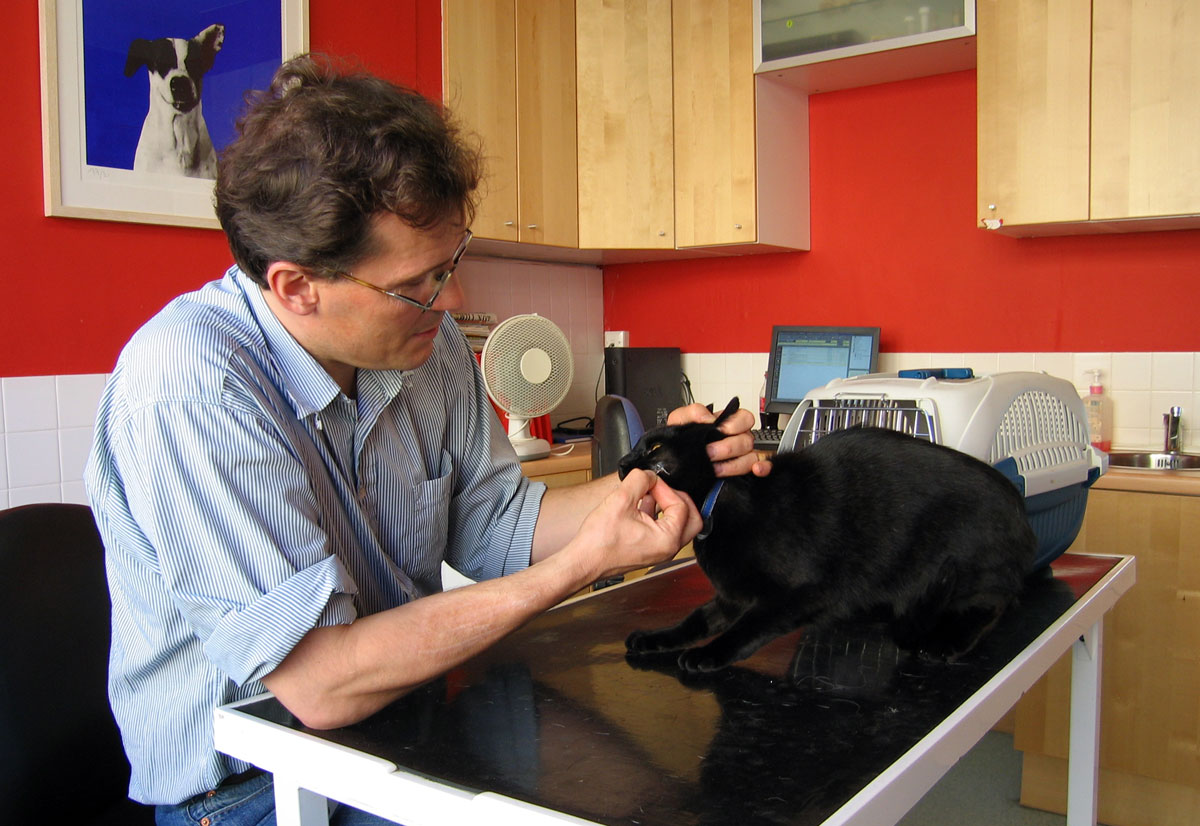
Cirurgià veterinari

La veterinària és una branca de la ciència mèdica que s'ocupa de prevenir, guarir o pal·liar les malalties i lesions dels animals, especialment dels domèstics i dels animals d'abast; comprèn les disciplines d'histologia, anatomia, microbiologia, parasitologia, patologia, farmacologia i fisiologia dels animals. Els veterinaris també ajuden a protegir l'ésser humà de les més de 100 malalties dels animals que el poden afectar.

## Història
Antigament, l'ofici de manescal, menescal o merescal es corresponia amb la persona que tenia cura de les malalties de les bèsties, i estava estretament relacionat amb el de ferrador, i ambdós eren integrats en els gremis de ferrers. En el segle xix l'ofici antic de manescal es transformà en l'actual de veterinari.
Després d'observar la devastació causada per la pesta bovina als ramats francesos, Claude Bourgelat va dedicar-se a buscar un remei i fundar la primera escola veterinària a Lió el 1761, des d'on va enviar estudiants per combatre la malaltia; en poc temps, la pesta es va frenar i es va restablir la salut del bestiar, gràcies a l'assistència a l'agricultura de la ciència i l'art veterinàries. L'escola va rebre un reconeixement internacional immediat al segle xviii i el seu model pedagògic es basava en els camps existents de la medicina humana, la història natural i l'anatomia comparada.
La primera Escola de Veterinària espanyola fou creada el 1772 a Madrid, per Segimon Malats i Codina, i el 1793 es va crear a Madrid la Real Escuela de Veterinaria, seguint el model de les escoles de Lió i Alfort (1766) i destinada a formar els mariscals de l'exèrcit, sent la primera que va donar formació acadèmica, coexistint amb els manescals gremials fins al 1847 quan s'obrí una escola a Saragossa, on anaven tots els estudiants de l'àmbit catalanoparlant del sud, i en 1851 es prohibiren els exàmens per passantia, i fins al 1982 no es va fundar a la Universitat Autònoma de Barcelona la facultat de veterinària, la única dels països Catalans.

## Símbol o logo de la medicina veterinària

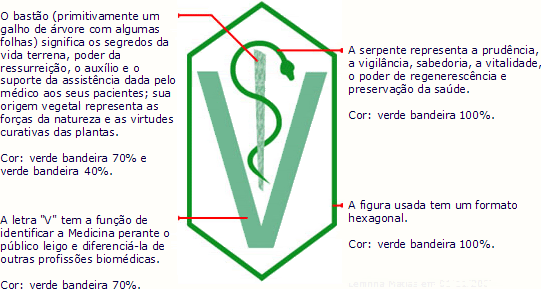
Símbol o logo de la medicina veterinària

El símbol que representa la medicina veterinària es representa per mitjà d'una serp entrellaçada en un bastó. Ambdós elements es troben enmig de la lletra "V", que al·ludeix a la inicial de la professió. Aquest és força similar al de la medicina humana, el qual es caracteritza per dues serps i unes ales.
D'una banda, el bastó representa l'autoritat de la professió el fort recolzament dels seus pacients. D'altra banda, la serp busca representar la cura i el renaixement, reflectint el fet que és un reptil capaç de transformar-se a partir d'una muda de pell.

## Especialització del sector
La major part dels veterinaris es dediquen a la pràctica privada. Molts tracten tot tipus d'animals, però en els darrers anys molts han limitat la seua pràctica al tractament d'animals de companyia. Alguns s'han especialitzat en el tractament de certes espècies, com les de cavalls, ocells de corral o els animals dels zoològics. Altres s'han especialitzat en certs problemes mèdics dels animals; aquests especialistes són oftalmòlegs, dermatòlegs, radiòlegs i patòlegs veterinaris. Molts dels quals són membres de facultats d'institucions educatives, que a més de donar ensenyaments fan també recerques. Les indústries que elaboren fàrmacs per a les persones i els animals donen treball a un gran nombre de veterinaris. Un nombre reduït de veterinaris treballen com a gestors de grans granges de cria de boví per a carn, de centres de producció de llet i de moltes de les grans granges avícoles, cada vegada més gran. També hi ha un nombre reduït de veterinaris que comencen a implicar-se en la transferència d'embrions en el ramat boví, en la qual s'extrauen ous fecundats de donants superiors per a transferir-los a l'úter de vaques de qualitat genètica inferior.
La veterinària moderna està avui al mateix nivell que la medicina, i s'empren mètodes de recerca semblants. Moltes de les clíniques privades per a animals que han aparegut tenen dues o més veterinaris entre el seu personal, i les més grans normalment disposen d'especialistes en certs animals. La demanda d'inspecció alimentària per part de veterinaris va en augmentació, especialment en el cas de la carn, la llet i els aliments processats, així com la de regulació del tràfic de qualsevol tipus d'animals i l'erradicació de les plagues que els afecten. A més, l'apilotament cada vegada més gran de molts animals de granja requereix experts veterinaris als camps de la vacunació, la immunització i mètodes especials d'higiene.

## Rols dins de la medicina veterinària

### Veterinari o metge veterinari[calcitació]
El veterinari o metge veterinari és un professional universitari encarregat de la sanitat animal, amb estudis equivalents a una llicenciatura o grau (a Espanya). El seu paper professional és l'equivalent a un metge en humans.
Les funcions que realitza el veterinari inclouen el diagnòstic i el tractament de la patologia animal, la millora del rendiment animal i la ramaderia productiva, el seguiment de la fabricació i la posada en circulació, així com el seu estat, dels productes alimentaris d'origen destinats al consum humà (bromatologia), epidemiologia i salut pública, investigació i docència. Cada cas d'estudi suggereix un pla d'estudis particular de la Universitat que dicta la titulació, per la qual cosa és possible trobar orientacions diferents, descripció de rols i abasts de la titulació segons la Universitat que es consulta.
El veterinari pot requerir de l'assistència d'auxiliars o tècnics veterinaris per fer tasques inherents a la professió, ja que són els encarregats d'executar les indicacions mèdiques de manera correcta per als pacients a tractar i de generar la relació professional amb els amos dels pacients.
El metge veterinari exerceix diversos camps ocupacionals en la salut pública i animal. Aquests consisteixen en: diagnosticar, prevenir i tractar malalties dels animals de companyia (gat, gos, equins, entre altres), de producció (bovins, ovins, cabrum, suïns, etc.) i de la fauna silvestre (llops marins, foques, tortugues, etc.). A més de dirigir, organitzar, planificar i assessorar establiments parcs zoològics, ecoparcs, reserves privades, municipals, provincials o nacionals, en la preservació de fauna autòctona i exòtica, en resposta a preservar les espècies que es troben en extinció. Equip de metges veterinaris en una intervenció quirúrgica.
A més el metge veterinari ha d'exercir-se professionalment davant els seus pacients, respectant els marcs ètics, socioculturals de les societats, sempre pensant en el benestar animal,50 51 exercir-se dins de les normes legals. Amb els coneixements adquirits durant el desenvolupament de la carrera de medicina veterinària, l'alumne de la carrera durant l'ensenyament-aprenentatge, incorporarà habilitats per poder exercir també en els coneixements agroaliments manufacturats i acabats per al consum humà, dissenyant, gestionant, realitzant controls de qualitat, a les diferents indústries de la producció alimentària (frigorífics de bovins, pollastres, etc., a més de la producció avícola) i fonamentalment en la determinació higiènica sanitària. Un dels objectius principals és tenir una formació de grau d'alta qualitat, poder treballar en equips multidisciplinaris, tenir coneixements científics i fer serveis d'extensió universitària.

### Tècnic veterinari[calcitació]
El tècnic veterinari és el professional qualificat per col·laborar en l'administració de clíniques de mascotes i planters pecuaris a petita i mitjana escala, sempre sota la supervisió d'un veterinari o d'un metge veterinari. El seu paper és fonamental per al desenvolupament de la professió, ja que sobre ells recau la responsabilitat d'assistir-hi i donar suport als procediments mèdics. Per obtenir aquest títol cal cursar la carrera de tècnic de nivell superior a veterinària amb almenys 3 anys d'estudi.

## Funcions d'un veterinari[calcitació]
D'entre les moltes funcions que ha d'exercir un veterinari, se'n destaquen les més rellevants a continuació:

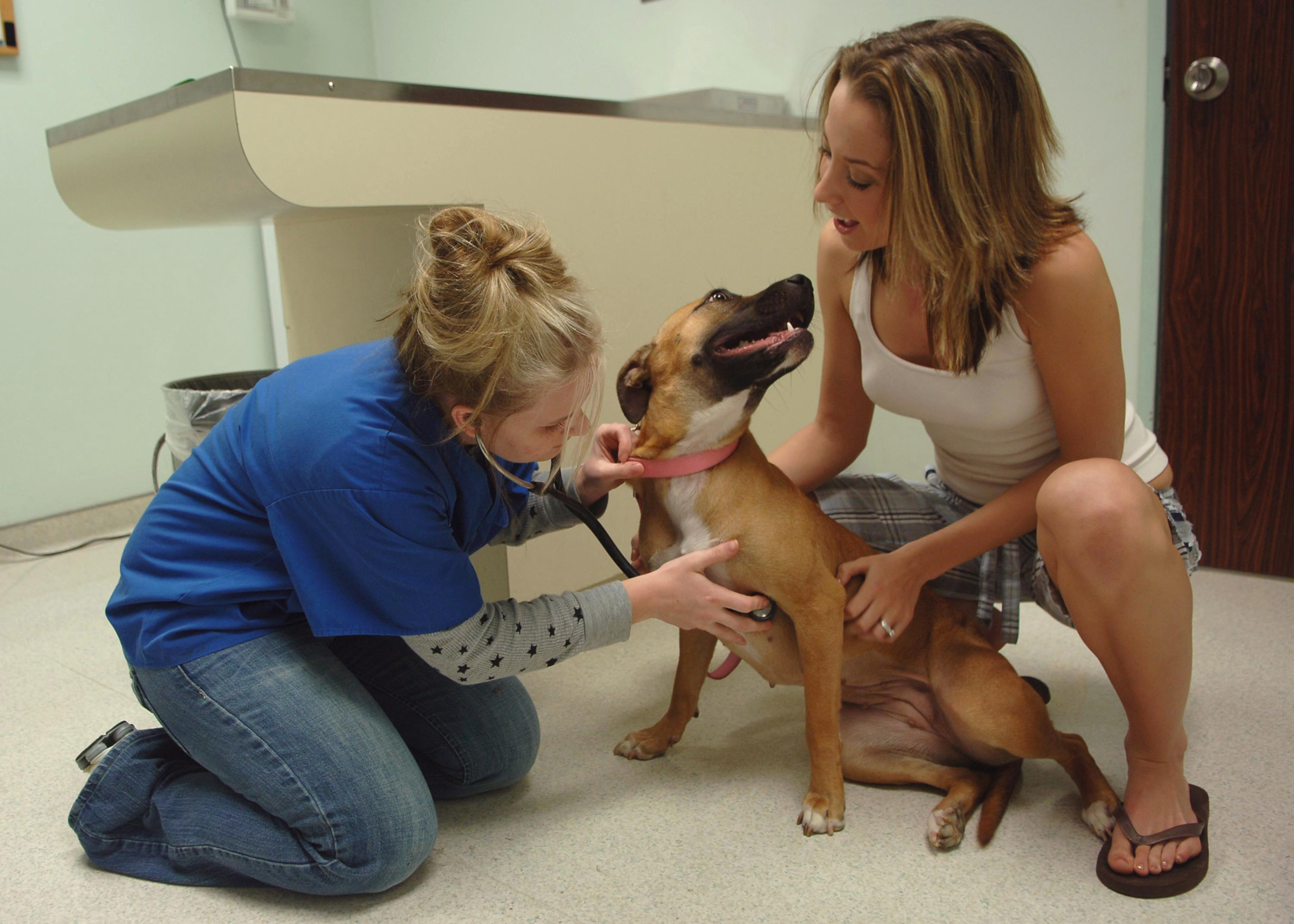
Examen veterinari a un gos

1. Examinar animals per tal de detectar i determinar la naturalesa de les seves malalties o lesions.
2. Tractar els animals malalts o lesionats mitjançant la prescripció de medicaments, col·locant ossos, curant ferides o realitzant cirurgies.
3. Operar equips de diagnòstic tals com equips de radigorafia i ultraso i interpretar les imatges resultants.
4. Els animals no poden parlar com els éssers humans, i gran part de l'historial clínic s'obtindrà del propietari o client (com l'obtindria un pediatra dels pares d'un infant).
5. Recol·lectar teixit corporal, excrements, sang, orina o altres líquids corporals pel seu corresponent examen i anàlisi.
6. Educar al públic sobre les malalties que es poden transmetre dels animals als humans.
7. Capacitar i supervisar els treballadors que manegen i cuiden els animals.
8. Aconsellar als amos dels animals sobre les mesures sanitàries, l'alimentació i la cura general necessaris per promoure la seva salut.

## Antics tractats
Des del punt de vista històric, la consulta d'antics tractats sobre animals en general o sobre manescalia, en particular, pot ser interessant. Una petita mostra d'obres relacionades amb el tema indicat, ordenada cronològicament, s'ofereix a continuació.

### Segle IV
- Pal·ladi
- Mulomedicina Chironis.[8][9]

### Segle V
- Digesta artis mulomedicinæ. Flavius Vegetius Renatus.[10]
  - Vegeci va detectar i descriure casos en cavalls d'Encefalopatia espongiforme bovina (la malaltia s'anomenava malleus en llatí).[11][12][13]

### Segle VI
- Hippiatrica. Compilació bizantina de diversos autors.[14]

### Segle XIII
- 1256. De medicina equorum. Giordano Rufo.[15][16]
- c.1260. Practica equorum. Teodorico Borgognoni.

### Segle XIV
- 1304? Pietro Crescenzi. Opera di mascalcia.[17]
- 1385. Ferrer Saiol
  - Ferrer Saiol s'encarregà de la traducció de l'obra De re rustica, de Pal·ladi, en l'onada de traduccions que hi havia en la cort del Cerimoniós.[18][19]
- La mascalcia di Lorenzo Rusio volgarizzamento del secolo XIV.[20]

### Segle XV
- Manuel Dieç.[21]

### Segle XVI
- 1548. Opera della Medicina de cavalli.[22]
- 1562. Francisco de la Reina. Libro de Albeyteria.[23]
- 1598. Anatomia del cavallo. Carlo Ruini.[24]

### Seglexvii
- 1657. Fernando Calvo. Libro de albeiteria: en el qual se trata del cavallo, mulo y iumento.[25]

### Seglexviii
- 1729. Francisco García Cabero. Veterinaria apologética: curación racional de irracionales.[26]
- 1792. Ángel Isidro Sandoval. Jardin de albeyteria: sacado de varios autores...[27]